# Unión Soviética en los Juegos Olímpicos de Innsbruck 1976
La Unión Soviética estuvo representada en los Juegos Olímpicos de Innsbruck 1976 por un total de 79 deportistas que compitieron en 9 deportes.  
El portador de la bandera en la ceremonia de apertura fue el jugador de hockey sobre hielo Vladislav Tretiak.

## Medallistas
El equipo olímpico soviético obtuvo las siguientes medallas:
| Nombre                                                                    | Deporte               | Competición       |
| ------------------------------------------------------------------------- | --------------------- | ----------------- |
| Oro                                                                       |                       |                   |
| Nikolai Kruglov                                                           | Biatlón               | 20 km M           |
| Alexandr Yelizarov Ivan Biakov Nikolai Kruglov Alexandr Tijonov           | Biatlón               | 4 × 7,5 km M      |
| Nikolai Bazhukov                                                          | Esquí de fondo        | 15 km M           |
| Serguei Saveliev                                                          | Esquí de fondo        | 30 km M           |
| Raisa Smetanina                                                           | Esquí de fondo        | 10 km F           |
| Nina Baldychova-Fiodorova Zinaida Amosova Raisa Smetanina Galina Kulakova | Esquí de fondo        | 4 × 5 km F        |
| Equipo                                                                    | Hockey sobre hielo    | Torneo M          |
| Irina Rodnina Alexandr Zaitsev                                            | Patinaje artístico    | Parejas           |
| Liudmila Pajomova Alexandr Gorshkov                                       | Patinaje artístico    | Danza sobre hielo |
| Yevgueni Kulikov                                                          | Patinaje de velocidad | 500 m M           |
| Tatiana Averina                                                           | Patinaje de velocidad | 1000 m F          |
| Galina Stepanskaya                                                        | Patinaje de velocidad | 1500 m F          |
| Tatiana Averina                                                           | Patinaje de velocidad | 3000 m F          |
| Plata                                                                     |                       |                   |
| Yevgueni Beliayev                                                         | Esquí de fondo        | 15 km M           |
| Raisa Smetanina                                                           | Esquí de fondo        | 5 km F            |
| Vladimir Kovaliov                                                         | Patinaje artístico    | Individual M      |
| Irina Moiseyeva Andrei Minenkov                                           | Patinaje artístico    | Danza sobre hielo |
| Valeri Muratov                                                            | Patinaje de velocidad | 500 m M           |
| Yuri Kondakov                                                             | Patinaje de velocidad | 1500 m M          |
| Bronce                                                                    |                       |                   |
| Alexandr Yelizarov                                                        | Biatlón               | 30 km M           |
| Nina Baldychova-Fiodorova                                                 | Esquí de fondo        | 5 km F            |
| Galina Kulakova                                                           | Esquí de fondo        | 10 km F           |
| Ivan Garanin                                                              | Esquí de fondo        | 30 km M           |
| Yevgueni Beliayev Nikolai Bazhukov Serguei Saveliev Ivan Garanin          | Esquí de fondo        | 4 × 10 km M       |
| Valeri Muratov                                                            | Patinaje de velocidad | 1000 m M          |
| Tatiana Averina                                                           | Patinaje de velocidad | 500 m F           |
| Tatiana Averina                                                           | Patinaje de velocidad | 1500 m F          |